# 科米原始森林
科米原始森林是位於俄羅斯聯邦科米共和國內烏拉爾山脈北部的一處原始森林，被聯合國教科文組織列入世界自然遺產。其面積達32,800平方公里，是歐洲面積最大的原始森林。科米原始森林屬北方原始森林生態區。這裡生長有眾多西伯利亞種樹木和哺乳動物。原始森林內還有不少金礦。